# Tratado de Novogárdia

República de Novogárdia e outros estados russos (principados específicos), 1237

O Tratado de Novogárdia (em russo:  Новгородско-норвежский договор) foi assinado em 3 de junho de 1326 em Novogárdia e marcou o fim de décadas de escaramuças fronteiriças norueguesas e novogárdias na região do extremo norte de Finamarca. Os termos eram um armistício por 10 anos. Alguns anos antes, em 1323, a República de Novogárdia havia resolvido seu conflito com a Suécia no Tratado de Nöteborg.
O tratado não delineava a fronteira, mas estipulava qual parte dos lapões pagaria tributo à Noruega e qual a Novogárdia, criando uma espécie de zona intermediária entre os países. O tratado vigorou até o século XIX e nunca foi revogado por nenhuma das potências. Eventualmente, levou a uma situação em que os lapões foram livremente explorados, alguns deles forçados a pagar impostos a todos os poderes circundantes ao mesmo tempo, incluindo os Birkarls da Finlândia sueca.